# Viktor Dankl
Viktor von Dankl (Údine, Imperio Austrohúngaro, 18 de septiembre de 1854 - Innsbruck, Ostmark, 8 de enero de 1941) fue un general austrohúngaro que participó en el Frente Oriental de la Primera Guerra Mundial.

## Biografía
Nació en la provincia austríaca de Venecia, hijo de un capitán del ejército austrohúngaro. Estudió en las escuelas militares de Gorizia y Trieste hasta incorporarse como cadete en Sankt Pölten a la edad de quince años. Posteriormente se graduó en 1870, pasando a liderar la 66.ª Brigada de Infantería de Trieste en 1903; y la 16.ª Brigada entre 1905 y 1907. También comandó la 36.ª división de Zagreb y la 14.ª división de Innsbruck.
En el verano de 1914, al comienzo de la Primera Guerra Mundial, fue encargado de dirigir el primer ejército austrohúngaro desplazado al Frente Oriental. Se unió el 22 de agosto a Franz Conrad von Hötzendorf, cruzando el río San para dirigirse a la batalla de Kraśnik, la primera de las cuatro batallas de Galitzia, y en la que Austria-Hungría venció a las tropas rusas de Anton von Saltza, por lo que Dankl fue condecorado con la Orden Militar de María Teresa, pese a su desastrosa derrota en la batalla de Leópolis.
Italia entró en guerra en mayo de 1915, por lo que Dankl fue nombrado comandante en jefe de la División de Tirol desde su sede en Bolzano. Tras la derrota de la ofensiva de Asiago comandada por Conrad von Hötzendorf y el éxito de la Ofensiva Brusílov rusa contra Austria-Hungría hizo que Dankl fuera destituido por el general Pichler el 17 de junio de 1916. 
Después de someterse a una operación de bocio, se le asignó el mando del Primer Regimiento de la Guardia el 21 de enero de 1917. Recibió el título nobiliario de Conde en 1918. Una vez terminada la guerra, Dankl se unió a la cancillería de la Orden Militar de María Teresa.
No apoyaba la ideología Anschluss que Adolf Hitler predicaba, falleciendo dos años después de comenzar la Segunda Guerra Mundial, el 8 de enero de 1941 a la edad de 86 años, y tres días después de la muerte de su esposa. Se encuentra enterrado en el Cementerio Wilten de Innsbruck.